# الثورة المنغولية 1921
الثورة المنغولية 1921 (ثورة منغوليا الخارجية لعام 1921، أو ثورة الشعب لعام 1921) هي حدث عسكري وسياسي، إذ طرد الثوريون المغول، بمساعدة الجيش الأحمر السوفييتي، الحرس الأبيض الروسي من البلاد، وأسسوا الجمهورية الشعبية المنغولية عام 1924. ومع أن الجمهورية الشعبية المنغولية استقلت اسميًا، فإنها بقيت دولةً تابعة للاتحاد السوفييتي حتى الثورة المنغولية الثالثة في يناير عام 1990. أنهت الثورة أيضًا الاحتلال الصيني لمنغوليا، الذي كان موجودًا منذ عام 1919. الاسم المنغولي الرسمي للثورة هو «ثورة الشعب لعام 1921» أو ببساطة «ثورة الشعب» (بالمنغولية: Ардын хувьсгал)‏.

## تمهيد

### الثورة المنغولية عام 1911
لمدة ثلاثة قرون، طبقت سلالة تشينغ -وإن كان ذلك بنجاح متفاوت- سياسة فصل الشعوب غير الهانية على الحدود عن قومية الهان الصينية. بحلول نهاية القرن التاسع عشر، واجهت الصين احتمال تجزئتها بين القوى الغربية واليابان، إذ تنافست كل منها على منطقة نفوذها في البلاد. على الحدود الشمالية، اعتبر بلاط تشينغ أن الإمبراطورية الروسية تشكل التهديد الأكبر لسلامتهم الإقليمية. ردًا على ذلك، تبنت حكومة تشينغ سياسة مختلفة هي «الإدارة الجديدة» أو «السياسات الجديدة»، والتي دعت إلى إضفاء الطابع الصيني على منغوليا من خلال الاستعمار الصيني، واستغلال الموارد الطبيعية لمنغوليا (التعدين، والأخشاب، وصيد الأسماك)، والتدريب العسكري، والتعليم.
اعتبر العديد من المغول «السياسات الجديدة» تهديدًا كبيرًا لطريقة حياتهم التقليدية، إذ اتفقوا على الحفاظ عليها عندما اعترفوا بسلطة أباطرة تشينغ، وبدأوا في السعي إلى الاستقلال. في يوليو 1911 أقنعت مجموعة من نبلاء خالخا الجبتسوندامبا خوتوكتو، زعيم البوذية المنغولية (اللامية)، أنه يجب على منغوليا أن تعلن استقلالها عن سلالة تشينغ. واتفقوا على إرسال وفد صغير إلى روسيا للحصول على مساعدتها في هذه المهمة.
في أكتوبر عام 1911، اندلعت الثورة في الصين، وأعلنت المقاطعات الواحدة تلو الأخرى استقلالها عن حكومة تشينغ. في 1 ديسمبر 1911 أعلنت منغوليا الخارجية استقلالها، وأسست دولة ثيوقراطية تحت حكم خوتوكتو. في 29 ديسمبر نُصب بصفته بوغد خان (الخان العظيم، أو الإمبراطور) منغوليا. بشر هذا بعصر بوغد خان، الذي دام منذ عام 1911 وحتى عام 1919.

## إلغاء الحكم الذاتي
أدى اندلاع الثورة الروسية عام 1917 والحرب الأهلية الروسية بعد عام واحد إلى تغيير الديناميكية المنغولية الصينية. ردًا على شائعات عن الغزو البلشفي الوشيك، طلب المنغوليين على مضض شديد وفقط بعد الكثير من التشجيع من قبل المفوض السامي الصيني تشين يي في أورغا (أولان باتور حديثًا)، المساعدة العسكرية من الصين في صيف عام 1918 (وصل نحو 200 إلى 250 جنديًا في سبتمبر). لم يحدث الغزو في الواقع، ولذلك طلبت حكومة بوغد خان استدعاء القوات. ورفضت حكومة بكين ذلك، إذ رأت أن هذا الانتهاك لمعاهدة كياختا هو الخطوة الأولى في استعادة السيادة الصينية على منغوليا.
في أوائل عام 1919 جمع غريغوري سيميونوف، جنرال الحرس الأبيض، مجموعة من البورياتيين والمنغوليين الداخليين في سيبيريا لتشكيل دولة منغولية شاملة. دُعي الخالخا للانضمام، لكنهم رفضوا. هددهم سيميونوف بالغزو لإجبارهم على المشاركة. أثار هذا التهديد الأمراء الذين رأوا فيه الفرصة الأكبر: لنهاية الحكم الثيوقراطي. في أغسطس أوصل وزير الخارجية المنغولي إلى تشين يي رسالةً من «ممثلي الأفرع الأربعة» (أي الخالخا) طلبوا فيها المساعدة العسكرية ضد سيميونوف. والأهم من ذلك، ربما تضمن البيان رغبة الخالخا في الإجماع في إلغاء الحكم الذاتي واستعادة نظام تشينغ السابق.